# ديف ليفين
ديف ليفين (بالإنجليزية: Dave Levin)‏ هو مصارع محترف أمريكي، ولد في 27 فبراير 1913 في بروكلين في الولايات المتحدة، وتوفي في 25 أغسطس 2004.

## وصلات خارجية
- ديف ليفين على موقع WrestlingData.com (الإنجليزية)
- ديف ليفين على موقع CageMatch worker (الإنجليزية)
- ديف ليفين على موقع عالم المصارعة على الإنترنت (الإنجليزية)
- ديف ليفين على موقع عالم المصارعة على الإنترنت (الإنجليزية)